# Chráněná naleziště
Chráněná naleziště bylo označení jednoho z druhů maloplošných chráněných území v Československu v letech 1956 až 1992. 

## Historie
V letech 1955 – 1956 byly v Československu vydány zákony o státní ochraně přírody. Pro české země to byl zákon č. 40/1956 Sb., pro Slovensko obdobný č. 1/1955 Sb. Oba tyto, téměř stejné zákony, určily nové názvy a pojetí chráněných území v Československu. Vznikly tak tyto kategorie:
- Národní parky (NP)
- Chráněné krajinné oblasti (CHKO)
- Státní přírodní rezervace (SPR)
- Chráněná naleziště (CHN)
- Chráněné parky a zahrady (CHPZ)
- Chráněné studijní plochy (CHSP)
- Chráněný přírodní výtvor (CHPV)
- Chráněná přírodní památka (CHPP)

V nově přijatém zákonu v roce 1992 (zákon ČNR č. 114/1992 Sb.)   kategorie chráněných nalezišť již definována není, jednotlivé lokality byly přeřazeny do jiných druhů chráněných území (většinou přírodní památky - PP).

## Chráněná naleziště
V této kategorii byla území, kde se vyskytovaly vzácné či ohrožené druhy rostlin či živočichů, případně zkameněliny či vzácné nerosty. Ochranný režim byl zaměřen na jejich udržení, k vědeckému zkoumání či jako zásobárna chovu v kulturách a pěstování.
CHN patřila mezi chráněná maloplošná území. Vyhlašování těchto typů území bylo později v kompetenci ministerstva životního prostředí České republiky.